# Буховое
Буховое — село в Чаплыгинском районе Липецкой области, административный центр Буховского сельсовета.

## История
Территория нижнего течения реки Становая Ряса издавна была заселена. Археологической экспедицией под руководством М. В. Ивашова на территории села Буховое были обнаружены поселения бронзового века. Была найдена целая серия кремнёвых орудий труда: наконечники стрел, скребки, скобели.
В разные времена на этой территории жили и славяне, и кочевые народы: половцы, хазары. Названия поселений того времени не сохранились. Территория называлась «Диким полем», здесь проходила граница Рязанского княжества. В XVI веке началась новая волна освоения этих земель служивыми людьми Рязанского княжества.
В 1615 году Чудов монастырь получил большую территорию по реке Воронеж, в том числе и участок по речке Буховой. Именно здесь в труднопроходимом месте («бук», «буки» — топкое, болотистое место) в 1620-х годах появился выселок Бухов. Хотя изначально река, вероятно, называлось Буковая, со временем звук «к» изменился на более глухой «х».
В 1646 году был построен первый деревянный храм во имя Чудотворца Николая в выселке Бухов, так возникло село Буховое. После постройки Козловского оборонительного вала в 1636 году стараниями игумена Чудова монастыря Кирилла и лебяденца Семёна Чеусова к Буховому отошла земля до реки Иловая на 20 вёрст.
В 1647 году с окончанием Белгородской оборонительной линии жители села Буховое были переведены в разряд служивых людей (рейтарских, драгунских, солдатских, бобылёвских дворов). Наибольшую известность село получило во время царствования Петра I. Сюда переселяют лесорубов для строительства флота под Воронежем. При впадении реки Становая Ряса в Воронеж неподалёку от Бухового была Уваровская пристань, где во время Азовских походов было построено и отправлено в Воронеж около сотни стругов. Пётр I в 1708 году дарит пахотные и лесные угодья в районе села Буховое князю Гагарину, который переселяет туда своих крестьян. Так возникают в селе две общины — государственных и крепостных. Большую часть населения составляли государственные — 5:1. С тех пор сохранилось в обиходе название одной из улиц — «Барышня». Жители вели общинное натуральное хозяйство. По санному пути в Москву отправлялись обозы с хлебом, мёдом, рыбой и битой дичью.
В начале XX века Буховое было самым крупным в округе, больше Колыбельского, Дубового. В 1905 году здесь было 410 хозяйств и 3073 жителя, учащихся 120 человек.
В селе действовали два кирпичных заводика, три просорушки, две ветряные мельницы, водная мельница, 4 мелочные и одна винная лавка, трактиры и чайная. Буховчане ходили на дополнительные заработки — рубка леса, пилка дров, извоз и работа на винных заводах. Многие уходили на торфяные разработки в Московскую губернию, в конце XIX — начале XX века — в ремонтники на железную дорогу. Многие уезжали на Сибирскую землю, в Томскую губернию, Алтайский край.
С 1930 года началась коллективизация, на территории села было образовано 3 колхоза: «Ударник», «Горняк», «Верейкис». В 1952 году изменились их названия, они стали называться «имени Ворошилова», «Восход», «Красный Октябрь». В годы войны в селе действовала «красная школа» — казарма для лётчиков, госпиталь для раненых, в 1943 году там размещались сироты из московского детского дома. В окрестностях села было два аэродрома, в лесу стояли воинские части. Над селом было подбито два немецких самолёта. На защиту Родины ушло 468 жителей села Буховое, не вернулось 324 человека.

## Население
| 1859 | 1897  | 1906  | 2010 |
| ---- | ----- | ----- | ---- |
| 1695 | ↗2619 | ↗3073 | ↘369 |

## Экономика
В селе действует газовое отопление. В 2007 году село Буховое заняло 3 место среди сельских поселений с населением менее 1000 человек в Липецкой области по благоустройству.

## Церковь и школа

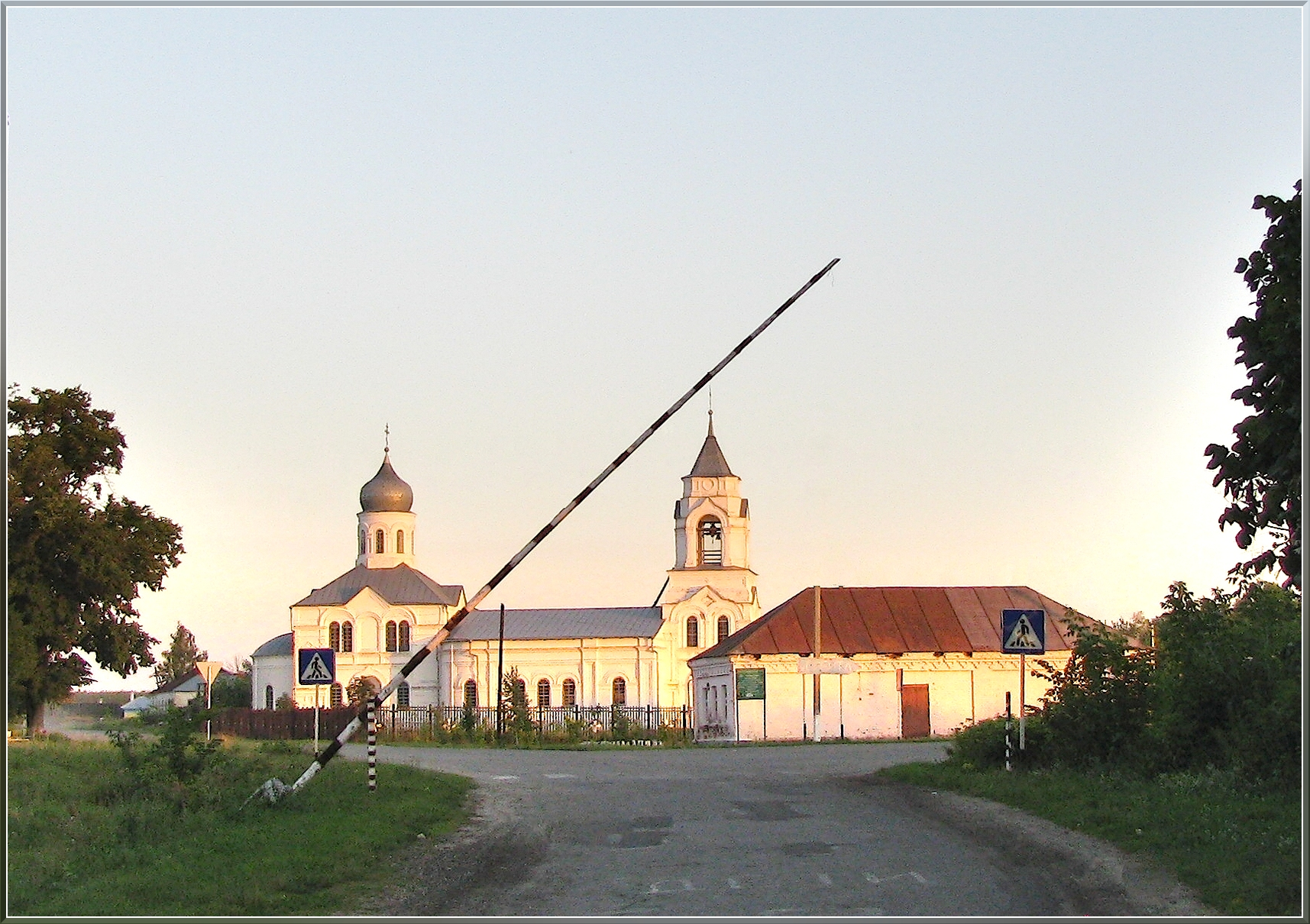
церковь Михаила Архангела с приделом во имя Святого Алексия, митрополита Московского

Первая сельская церковь сгорела в 1788 году, вместо неё в центре села была выстроена новая деревянная. В 1868 году возведена каменная церковь Михаила Архангела с приделом во имя Святого Алексия, митрополита Московского. Главными вкладчиками в строительство храма стали крестьяне села Буховое.
В конце 1930-х годов церковь была закрыта, снова открыта в 2000-е годы.
Рядом с церковью по инициативе крестьянской общины и местного священника была построена двухэтажная церковно-приходская школа. Занятия в ней начались в 1874 году, в ней обучалось 90 учеников. В 1885 году в селе насчитывалось 2662 жителя, из них 414 грамотных. В 1886 году открыта земская смешанная школа, здесь обучалось 120 детей. При школе существовала единственная в Раненбургском уезде метеостанция, которой руководил Пётр Яковлевич Попов.
Буховскую школу окончил Герой Советского Союза Илья Антонович Маликов, его родители были учителями в школе.